# Anto Tadić
Ante (Anto) Tadić (Brusnica Velika, Bosanski Brod, BiH, 6. veljače 1947. - Split, 8. travnja 2021.) je hrvatski naivni slikar.
Pedagošku akademiju završio je 1975. godine u Splitu i tu ostaje raditi i živjeti do kraja života. Izlagao je samostalno, kao i na više skupnih izložbi. Član je Hrvatskog društva naivnih umjetnika i Hrvatskog udruženja likovnih umjetnika.
Uz šarenilo boja i naraciju koja dočarava vedar svijet, u Tadićevu radu prepoznajemo i druge odlike naivnog izraza – slobodno pristupa rješavanju problema prostora i ne uvažava zakone perspektive. Fasciniran mediteranskim svjetlom, Tadić ga pušta da vlada na slikama. Njegove vedute uglavnom izgledaju kao da su slikane za sunčanog ljetnog dana.

Uz ulja na staklu koja su slikana živim koloritom, Tadić radi i crteže tušem na papiru. Crtež mu je smiren, a tanka i precizna linija uvjerljivo prenosi mnoštvo detalja. Njegova usredotočenost na teksture predmeta i strukturalne dijelove arhitekture odvraća gledateljevu pozornost od sadržaja i usmjerava je ka crtežu i njegovom ritmičkom ustroju.

Jedan je od osnivača i njihov doživotni potpredsjednik neprofitnih organizacija - udruga za ranjive skupine iz Splita i istoimene udruge iz Okruga Gornjeg.[nedostaje izvor]
U sklopu 25. Solinskog kulturnog ljeta bio je suorganizator s udrugom "Moje dijete" iz Solina i glavni nositelj humanitarne akcije "Gledati svijet očima djeteta" održane od 27. kolovoza do 10. rujna 2020. godine.
Ante Tadić je preminuo 8. travnja 2021. godine u Splitu a pokopan je 10. travnja 2021. godine u Okrugu Gornjem.

## Vanjske poveznice
- Facebook: Antinanaiva
- Antinanaiva.com.hr